# Boarmia pissoconata
Boarmia pissoconata är en fjärilsart som beskrevs av Reginald James West 1929.
Boarmia pissoconata ingår i släktet Boarmia och familjen mätare. Inga underarter finns listade i Catalogue of Life.